# Años 1010
Los años 1010 o década del 1010 empezó el 1 de enero del 1010 y terminó el 31 de diciembre del 1019.

## Acontecimientos
- Benedicto VIII sucede a Sergio IV como papa en el año 1012.
- Batalla de Assandun